# Categorias farmacológicas na gravidez
As  categorias farmacológicas na gravidez  é um tipo de classificação de fármacos para identificar os riscos potenciais ao feto durante o uso de determinados medicamentos durante a gravidez. Existem várias classificações em diferentes países. No Food and Drug Administration, são indicadas através das letras A, B, C, D e X. 
Durante a gravidez ocorrem diversas mudanças que afetam a fisiologia do corpo da mulher, o que altera os padrões de resposta farmacológica, além de afetar o embrião ou feto pelo fato de muitos metabólitos ativos e fármacos atravessarem a placenta. O período de maior risco, na ingestão de medicamentos durante a gravidez, são os três primeiros meses, mas todas as fases da gravidez podem ser afetadas pela ingesta de fármacos.
Alterações farmacológicas importantes na gravidez
1. pH gástrico está aumentado.[1]
2. Retenção hídrica elevada e aumento do volume sanguíneo, concentração proteica no sangue reduzida[1]
3. Capacidade de metabolização hepática diminuída.[1]
4. Aumento da taxa de filtração renal, excreção de glicose na urina[1]

| Categorias farmacológicas na gravidez segundo o FDA. | |
| Categoria na gravidez A                              | Não há evidência de risco em mulheres. Estudos bem controlados não revelam problemas no primeiro trimestre de gravidez e não há evidências de problemas nos segundo e terceiro trimestres.                                                              |
| Categoria na gravidez B                              | Não há estudos adequados em mulheres. Em experiência em animais não foram encontrados riscos, mas foram encontrados efeitos colaterais que não foram confirmados nas mulheres, especialmente durante o último trimestre de gravidez.                    |
| Categoria na gravidez C                              | Não há estudos adequados em mulheres. Em experiências animais ocorreram alguns efeitos colaterais no feto, mas o benefício do produto pode justificar o risco potencial durante a gravidez.                                                             |
| Categoria na gravidez D                              | Há evidências de risco em fetos humanos. Só usar se o benefício justificar o risco potencial. Em situação de risco de vida ou em caso de doenças graves para as quais não se possa utilizar drogas mais seguras, ou se estas drogas não forem eficazes. |
| Categoria na gravidez X                              | Estudos revelaram anormalidades no feto ou evidências de risco para o feto. Os riscos durante a gravidez são superiores aos potenciais benefícios. Não usar em hipótese alguma durante a gravidez.                                                      |